# True Kings of Norway
True King of Norway es un recopilatorio de EP de cinco conocidas bandas  noruegas de black metal. El libro viene con un diagrama de flujo de seguimiento de todas las bandas que participan en el recopilatorio.

## Lista de canciones
1. Emperor - "The Ancient Queen"
2. Emperor - "Witches Sabbath"
3. Emperor - "Lord Of The Storms (Evil Necro Voice From Hell Remix)"
4. Immortal - "Diabolical Fullmoon Mysticism"
5. Immortal - "Unholy Forces Of Evil"
6. Immortal - "The Cold Winds Of Funeral Frost"
7. Dimmu Borgir - "Inn I Evighetens Mørke (Part. I)"
8. Dimmu Borgir - "Inn I Evighetens Mørke (Part. II)"
9. Dimmu Borgir - "Raabjørn Speiler Draugheimens Skodde"
10. Ancient - "Det Glemte Riket"
11. Ancient - "Huldradans"
12. Arcturus - "My Angel"
13. Arcturus - "Morax"